# Fritzing
Fritzing è un software libero per la progettazione elettronica (EDA) focalizzato sul passaggio da semplici prototipi (basati sulla breadboard) al circuito stampato da inviare alla produzione. È stato sviluppato dall'Interaction Design Lab della Fachhochschule Potsdam (Università di scienze applicate di Potsdam).

## Obiettivi
Fritzing è stato creato nello stesso spirito di Arduino e Processing, ossia fare in modo che designer, artisti, hobbisti o ricercatori possano documentare i loro prototipi basati su Arduino e creare i circuiti stampati da fabbricare. Il sito web del progetto favorisce il processo di condivisione dei prototipi in modo tale da abbattere i costi di produzione grazie all'apporto della comunità nella progettazione.
Fritzing può essere visto come uno strumento di Electronic Design Automation rivolto a un'utenza non ingegneristica: la metafora di ingresso è quella dell'ambiente del progettista di prototipi basati sulla breadboard, mentre in uscita non ci sono molte opzioni e ci si concentra sui mezzi di produzione accessibili.

## Caratteristiche
Fritzing possiede la capacità di sbrogliare automaticamente lo schema elettrico e il circuito stampato.